# Kalica
Kalica este un sat din comuna Petnjica, Muntenegru. Conform datelor de la recensământul din 2003, localitatea are 146 de locuitori (la recensământul din 1991 erau 227 de locuitori).

## Demografie
În satul Kalica locuiesc 92 de persoane adulte, iar vârsta medie a populației este de 30,5 de ani (30,5 la bărbați și 30,5 la femei). În localitate sunt 33 de gospodării, iar numărul mediu de membri în gospodărie este de 4,42.
|  |

| Demografie | Demografie | Demografie |
| An         | Locuitori  | Locuitori  |
| ---------- | ---------- | ---------- |
|            |            |            |
|            |            |            |
|            |            |            |
|            |            |            |
| 1948       | 150        |            |
| 1953       | 181        |            |
| 1961       | 211        |            |
| 1971       | 342        |            |
| 1981       | 199        |            |
| 1991       | 227        | 211        |
| 2003       | 250        | 146        |

| \| Componența etnică conform recensământului din 2003[2] \| Componența etnică conform recensământului din 2003[2] \| Componența etnică conform recensământului din 2003[2] \| Componența etnică conform recensământului din 2003[2] \| Componența etnică conform recensământului din 2003[2] \| \| ----------------------------------------------------- \| ----------------------------------------------------- \| ----------------------------------------------------- \| ----------------------------------------------------- \| ----------------------------------------------------- \| \| \| \| \| \| \| \| Bosniaci \| Bosniaci \| \| 133 \| 91,09% \| \| Musulmani \| Musulmani \| \| 12 \| 8,21% \| \| Muntenegreni \| Muntenegreni \| \| 1 \| 0,68% \| \| necunoscută \| necunoscută \| \| 0 \| 0% \| |              |  |     |        |
| Componența etnică conform recensământului din 2003 |              |  |     |        |
| |              |  |     |        |
| Bosniaci | Bosniaci     |  | 133 | 91,09% |
| Musulmani | Musulmani    |  | 12  | 8,21%  |
| Muntenegreni | Muntenegreni |  | 1   | 0,68%  |
| necunoscută | necunoscută  |  | 0   | 0%     |